# Almberg
Almberg är en by i Rönnäs fjärding, Leksands socken, Leksands kommun.
Almberg omtalas första gången den äldsta skattelängden från 1539, då fanns här två bönder. I längden för Älvsborgs lösen 1571 hade antalet bönder stigit till hela 14. Det är dock tydligt att flera av grannbyarna, Kilen, Veberg, Hoberg och den försvunna byn 'Westerbodum' räknats hit. Av allt att döma var Almberg under 1500- och 1600-talet en blandby, och det fanns förutom de bofasta bönder även fäbodgårdarna här. Enligt fäbodinventeringen hade byborna i Almberg 4 skvaltkvarnar i byn, och dessutom delaktighet i några kvarnar i 'Hyttekvarnsströmmen'
Mantalslängden 1668 upptar 16 hushåll i byn, men av Holstenssons karta anger bara 9 gårdstecken. 1766 års mantalslängd anger 13 hushåll i byn, och 1830 är de lika många. I samband med storskiftet fanns ännu två fäbodgårdar i byn. 5 av byborna hade även del i andra fäbodställen.
1896 fanns fortfarande 13 gårdar i byn. Som mest fanns 14 gårdar här, av dessa fanns på 1980-talet fortfarande 12 kvar.
I närheten ligger byn Almbergsbjörken.